# Etienne Ung’eyowun Bediwegi
Etienne Ung’eyowun Bediwegi (* 6. April 1959 in Nyalebbe, Demokratische Republik Kongo) ist Bischof von Bondo.

## Leben
Etienne Ung’eyowun Bediwegi empfing am 10. August 1988 das Sakrament der Priesterweihe für das Bistum Mahagi-Nioka.
Am 18. März 2008 ernannte ihn Papst Benedikt XVI. zum Bischof von Bondo. Der Erzbischof von Kinshasa, Laurent Monsengwo Pasinya, spendete ihm am 8. Juni desselben Jahres die Bischofsweihe; Mitkonsekratoren waren der Bischof von Doruma-Dungu, Richard Domba Mady, und der Bischof von Mahagi-Nioka, Marcel Utembi Tapa.